# Idrocortisone
Idrocortisone è il nome dell'ormone cortisolo sotto forma di farmaco. L'idrocortisone fu brevettato nel 1936 e approvato per uso medico nel 1941. È nell'elenco dei farmaci essenziali dell'Organizzazione mondiale della sanità, disponibile come farmaco generico.
Gli usi possibili includono condizioni quali insufficienza corticosurrenale, sindrome adrenogenitale, livelli elevati di calcio nel sangue, tiroidite, artrite reumatoide, dermatite, asma e BPCO. È il trattamento di scelta per l’insufficienza corticosurrenale.
Può essere somministrato per via orale, topica o per iniezione.
L'interruzione del trattamento dopo l'uso a lungo termine deve essere effettuata lentamente.
Nel 2021, era al 192º posto nella classifica dei farmaci più prescritti negli Stati Uniti, con più di 2 milioni di prescrizioni.